# Open Sud de France 2019
L'Open Sud de France 2019 è stato un torneo di tennis giocato su campi in cemento indoor. È stata la 32ª edizione dell'evento conosciuto prima come Grand Prix de Tennis de Lyon e successivamente come Open Sud de France e appartiene alla serie ATP Tour 250 nell'ambito dell'ATP Tour 2019. Gli incontri si sono giocati nella Park&Suites Arena, a Montpellier, in Francia, dal 4 al 10 febbraio 2019.

## Partecipanti

### Teste di serie
| Nazionalità | Giocatore             | Ranking* | Testa di serie |
| ----------- | --------------------- | -------- | -------------- |
| Francia     | Lucas Pouille         | 17       | 1              |
| Belgio      | David Goffin          | 21       | 2              |
| Canada      | Denis Shapovalov      | 25       | 3              |
| Francia     | Gilles Simon          | 31       | 4              |
| Germania    | Philipp Kohlschreiber | 32       | 5              |
| Francia     | Jérémy Chardy         | 35       | 6              |
| Francia     | Pierre-Hugues Herbert | 44       | 7              |
| Francia     | Benoît Paire          | 58       | 8              |

* Ranking al 28 gennaio 2019.

### Altri partecipanti
I seguenti giocatori hanno ricevuto una wildcard per il tabellone principale:
- Ugo Humbert
- Denis Shapovalov
- Jo-Wilfried Tsonga

I seguenti giocatori sono passati dalle qualificazioni:

- Matthias Bachinger
- Marcos Baghdatis
- Antoine Hoang
- Nicolas Mahut

I seguenti giocatori sono entrati in tabellone come lucky loser:
- Ruben Bemelmans
- Adrián Menéndez Maceiras

### Ritiri
Prima del torneo
- Richard Gasquet → sostituito da  Ivo Karlović
- Peter Gojowczyk → sostituito da  Thomas Fabbiano
- Vasek Pospisil → sostituito da  Evgenij Donskoj
- Cedrik-Marcel Stebe → sostituito da  Radu Albot
- Jiří Veselý → sostituito da  Ruben Bemelmans
- Miša Zverev → sostituito da  Adrián Menéndez Maceiras

## Campioni

### Singolare
Jo-Wilfried Tsonga ha sconfitto in finale  Pierre-Hugues Herbert con il punteggio di 6-4, 6-2.
- È il diciassettesimo titolo in carriera per Tsonga, primo della stagione.

### Doppio
In finale  Ivan Dodig /  Édouard Roger-Vasselin hanno sconfitto  Benjamin Bonzi /  Antoine Hoang con il punteggio di 6-4, 6-3.